# Zanana Akande
Pour les articles homonymes, voir Akande.
Zanana Lorraine Akande (née en 1937) est une femme politique provinciale canadienne de l'Ontario. Elle représente la circonscription de St. Andrew—St. Patrick à titre de députée du Nouveau Parti démocratique de l'Ontario de 1990 à 1994. Elle sert également dans le cabinet du gouvernement de Bob Rae et est, à ce titre, la première femme de la diaspora africaine à être élue à l'Assemblée législative de l'Ontario et en tant que ministre au Canada.

## Biographie
Née à Toronto dans le secteur de Kensington Market, Akande est la fille d'immigrants venant de Sainte-Lucie et de la Barbade dans les Caraïbes. Ces derniers ne peuvent continuer leurs carrières d'enseignants, car, à cette époque, les personnes issues de la communauté africaine n'étaient pas autorisés à enseigner au Canada. Étudiante au Harbord College (en) et à l'Université de Toronto, elle en sort avec un baccalauréat en arts et une maîtrise en Éducation. Membre de la Federation of Women Teachers' Associations of Ontario (en), elle devient ensuite enseignante et directrice d'école dans la région de Toronto. Durant sa carrière, elle élabore des programmes destinés aux étudiants avec des besoins particuliers.
Cofondatrice de Tiger Lily, un journal pour les femmes issues de communautés composées de minorité visible et elle coanime le Toronto Arts Against Apartheid Festival.
Akande est marié à Isaac qui meurt d'un cancer en 1991 avec qui elle a eu un fils, David, et deux filles, Aderonke et Ajike.

## Carrière politique
Élu députée néo-démocrate de St. Andrew—St. Patrick en 1990, elle est la première femme noire élue députée en Ontario,. Les Néo-démocrates formant un gouvernement majoritaire, Akande est nommée ministre des Communautés et des Services sociaux le 1er octobre 1990.
En tant que ministre, Akande augmente les prestations de auprès des ontariens ayant les plus faibles revenus. Elle augmente l'assistance sociale de 5 à 7% et augmente les allocations de logement de 5 à 10%. Elle annonce également l'investissement d'un million de dollars dans les banques alimentaires et ce, malgré la politique du NPD contre le soutien à ce type d'agence. Elle reconnaîtra que les banques alimentaires étaient nécessaires durant cette période.
En 1991, Akande se retrouve en apparence de conflit d'intérêts. En décembre 1990, Rae annonce des lignes de conduite strictes en matière de propriétés locatives. Malgré cela, en février 1991, Rae rédige une note privée assouplissant les règles, car la vente d'un loyer durant cette période économique difficile représentait une difficulté accrue.
Le 10 octobre 1991, Akande démissionne de son poste de ministre en raison d'une accusation d'augmentation trop importantes des loyers dans les propriétés qu'elle possède. Ces charges seront éventuellement retirée en 1993
Le 4 mai 1992, la Yoneg Street Riot survient à Toronto à la suite de la bévue policière contre Rodney King et ayant causé les émeutes de Los Angeles. Bien que les dommages sur la rue Yonge soient relativement mineures, ces évènements furent majeurs pour la ville. En raison de ces évènements, Rae nomme Akande assistante parlementaire. Parmi ses accomplissements, Akande créer jobsOntario Youth Program pour offrir des emplois d'été aux jeunes entre 1991 et 1994.
Assistante parlementaire jusqu'au 31 août 1994, elle démissionne de la législature pour protester contre la gestion de Rae dans le dossier Carlton Masters. Elle indique qu'un gouvernement doit représenter tout le monde dans la province, mais que ce dernier a compromis sa base et qu'elle ne peut plus s'identifier à ce parti. De retour en tant que directrice d'école, l'élection partielle déclenchée pour la remplacer comme députée sont finalement annulée vu l'arrivée prochaine des élections de 1995.

## Après la politique
En 2003, le ministre progressiste-conservateur Bob Runciman déclare que si le taux de criminalité augmente dans la région de Toronto, c'est en raison de l'augmentation de la pauvreté dans certains quartiers majoritairement peuplés de membres des communautés ethniques et du manque de leadership de certains groupes communautaires qui vivent en alimentant les mauvaises relations de ces groupes avec la police. En tant que membre de la Urban Alliance on Race Relations, Akande déclare ces déclarations comme étant insultantes.
En 2004, elle est récompensée du Constance E. Hamilton Award pour son travail dans les relations équitables entre les communautés. En mai 2018, elle reçoit le Toronto Women of Distinction Award du YMCA.
Lors des élections municipales de 2014, elle endosse la candidature de John Tory et elle soutient Annamie Paul pour l'élection partielle dans la circonscription fédérale de Toronto-Centre.